# DB-Baureihe ETA 150
Die Akkumulatortriebwagen der Baureihe ETA 150 (ab 1968 Baureihe 515) waren bei der Deutschen Bundesbahn sehr verbreitet und standen zwischen 1954 und 1995 rund 40 Jahre auf Haupt- und Nebenstrecken im Einsatz. Die vierachsigen Triebwagen boten einen sehr hohen Fahrkomfort und eine relativ geringe Lärmbelästigung. Im Vergleich zum zweiachsigen und dieselbetriebenen Uerdinger Schienenbus zeichneten sie sich durch eine bessere Gleislage aufgrund ihres höheren Eigengewichtes und eine bessere Laufruhe durch Verwendung von vollwertigen Drehgestellen aus; außerdem erzeugten sie keine Abgasbelästigung. Sie bezogen die elektrische Energie aus Akkumulator-Batterien, die unter dem Wagenboden angeordnet waren. In einem Antriebsdrehgestell waren zwei Elektromotoren als Tatzlagermotoren aufgehängt, die für ein typisches Heulen des Antriebs sorgten.
Daher waren die elektrischen Triebwagen bei den Fahrgästen sehr beliebt. Die Fahrzeuge hatten die Spitznamen „Akkublitz“, „Säurekübel“, „Heulboje“, „Steckdosen-Intercity“, „Taschenlampen-Express“ oder wurden wegen des Fahrgeräusches auch „Biene Maja“ genannt. Sie waren mit normalen Kupplungen ausgestattet und konnten bei Bedarf zusätzliche Wagen – z. B. Postwagen, Expressgutwagen oder Stückgut-Güterwagen – ziehen.

## Geschichte
Aufgrund jahrelanger guter Erfahrungen (die Preußische Staatseisenbahn stellte bereits 1907 Akkumulatortriebwagen in Dienst – Baureihe ETA 178 bei der Deutschen Bundesbahn) und Auswertungen der Ergebnisse der Prototypen Baureihe ETA 176 wurde ein neuer Triebwagen entwickelt, der in der Herstellung weniger aufwändig als der ETA 176 war. Die ersten beiden Vorserienfahrzeuge mit der Bezeichnung ETA 150 wurden 1954 ausgeliefert. Für die Lieferung der Serie ab 1955 wurde der Bereich der Stirnfenster noch einmal überarbeitet, außerdem entfiel dort die Zierleiste unter den Fenstern. Insgesamt stellte die Deutsche Bundesbahn bis 1965 232 Triebwagen mit dazugehörigen 216 Steuerwagen mit der Bauartbezeichnung ESA 150 in Dienst.
Die Triebwagengarnituren wurden bevorzugt auf Flachstrecken der Deutschen Bundesbahn eingesetzt. Bergstrecken wurden wegen des dort höheren Stromverbrauchs und der somit geringeren Reichweite sehr selten befahren. Dies betraf im Wesentlichen nur die in Wanne-Eickel stationierten Fahrzeuge, die im Raum Wuppertal, insbesondere auf der Burgholzbahn zum Einsatz kamen, sowie die Garnituren auf der Aartalbahn und jene auf der Innerstetalbahn im Harz aus dem Bahnbetriebswerk Hildesheim.

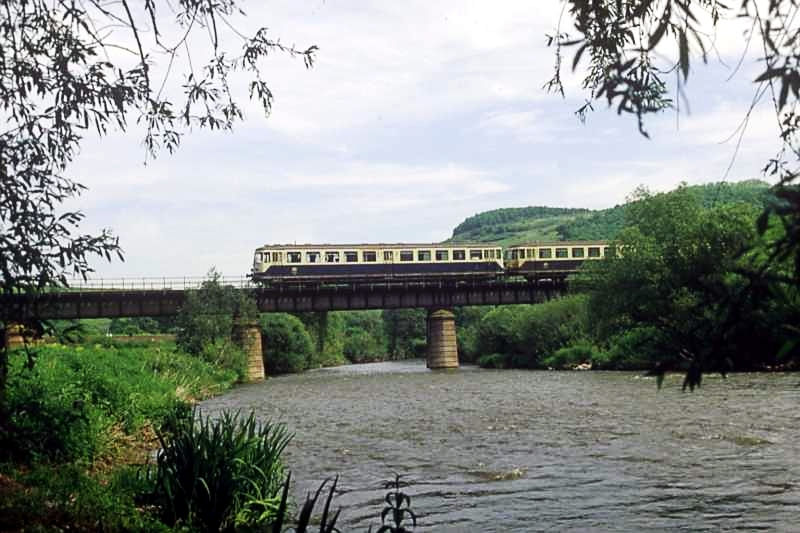
515 + 815 auf der Nahebrücke bei Staudernheim (1986)

Einsatzschwerpunkte waren neben dem Ruhrgebiet auch Schleswig-Holstein, das östliche und südliche Niedersachsen, der Raum Bremen bis zur Elektrifizierung der Rollbahn, das östliche Rheinland-Pfalz (Westerwald), Südhessen und Südbaden. Die letzten Triebwagen fuhren bis 1995 im Bereich des Verkehrsverbundes Rhein-Ruhr (VRR). In Südwestdeutschland waren sie vor allem in Worms beheimatet. Für rund ein Jahr (1955/1956) befanden sich zwei von ihnen in Ludwigshafen.
In Bayern waren sie vor allem bei der ehemaligen Bundesbahndirektion Augsburg verbreitet. Sie wurden auf den Strecken Augsburg–Buchloe, Buchloe–Memmingen, Türkheim–Bad Wörishofen, Buchloe–Biessenhofen, Biessenhofen–Marktoberdorf, Marktoberdorf-Füssen, Neusäß–Welden und Gessertshausen–Türkheim sowie auf den Strecken um Nördlingen eingesetzt.
Die Triebwagen verkehrten von 1978 bis 1988 auf der Bahnstrecke Aachen–Maastricht. Für diesen Einsatz erhielten einige Fahrzeuge des Bahnbetriebswerks Düren im Innenraum zusätzliche Beschriftungen in niederländischer Sprache.
Im Jahre 1968 wurde die Baureihenbezeichnung der Triebwagen in 515 und der Steuerwagen in 815 geändert.
Aufgrund der im Vergleich zu den preußischen Wittfeld-Akkumulatortriebwagen ungünstigen Gewichtsverteilung – die Batterien lagen in der Wagenkastenmitte statt über den Endachsen – neigte der Rahmen in den letzten Einsatzjahren zum Durchhängen, was den Fahrzeugen schließlich auch den Spitznamen „Hängebauchschweine“ bescherte.
Der Einsatz der Fahrzeuge endete im Jahr 1995, die Deutsche Bahn AG hatte seinerzeit keine Nachfolgebaureihe angeschafft. Sie wurden durch Dieseltriebwagen, beispielsweise der Baureihe 628, ersetzt.

## Aufbau und Ausführungen
Im Unterschied zum ETA 176 verfügten die ETA 150 über normale Zug- und Stoßeinrichtungen, um auch Güterwagen mitführen zu können.
Der Wagenkasten ist symmetrisch aufgebaut, das heißt an den zentralen Mitteleinstieg grenzen je zwei Fahrgasträume an. In Richtung Führerstand 1 befindet sich zudem die von der Mittelplattform aus zugängliche Zugtoilette. Ebenfalls in dieser Wagenhälfte folgt nach dem Fahrgast- ein Gepäckraum. An beiden Wagenenden finden sich weitere Einstiegstüren sowie die Führerstände, die räumlich nicht von den Einstiegsbereichen getrennt sind. Die einzelnen Sektionen der Fahrgasträume sind untereinander durch Dreh- bzw. Schiebetüren separiert.
Äußerlich unterscheiden sich nur die beiden erstgebauten ETA 150 001 und 002 durch eine anders gestaltete Frontpartie sowie durch eine umlaufende und erhaben ausgeführte Zierleiste, analog derer bei den Uerdinger Schienenbussen, von allen anderen Fahrzeugen. Bei den ETA 150.5 und 150.6 kam ferner eine vierteilige Falttür am Gepäckraumende anstatt der sonst üblichen dreiteiligen Türen zum Einbau. Ab ETA 150 561 wurde das Dach runder ausgeführt, damit wurden sie 21 Millimeter höher.

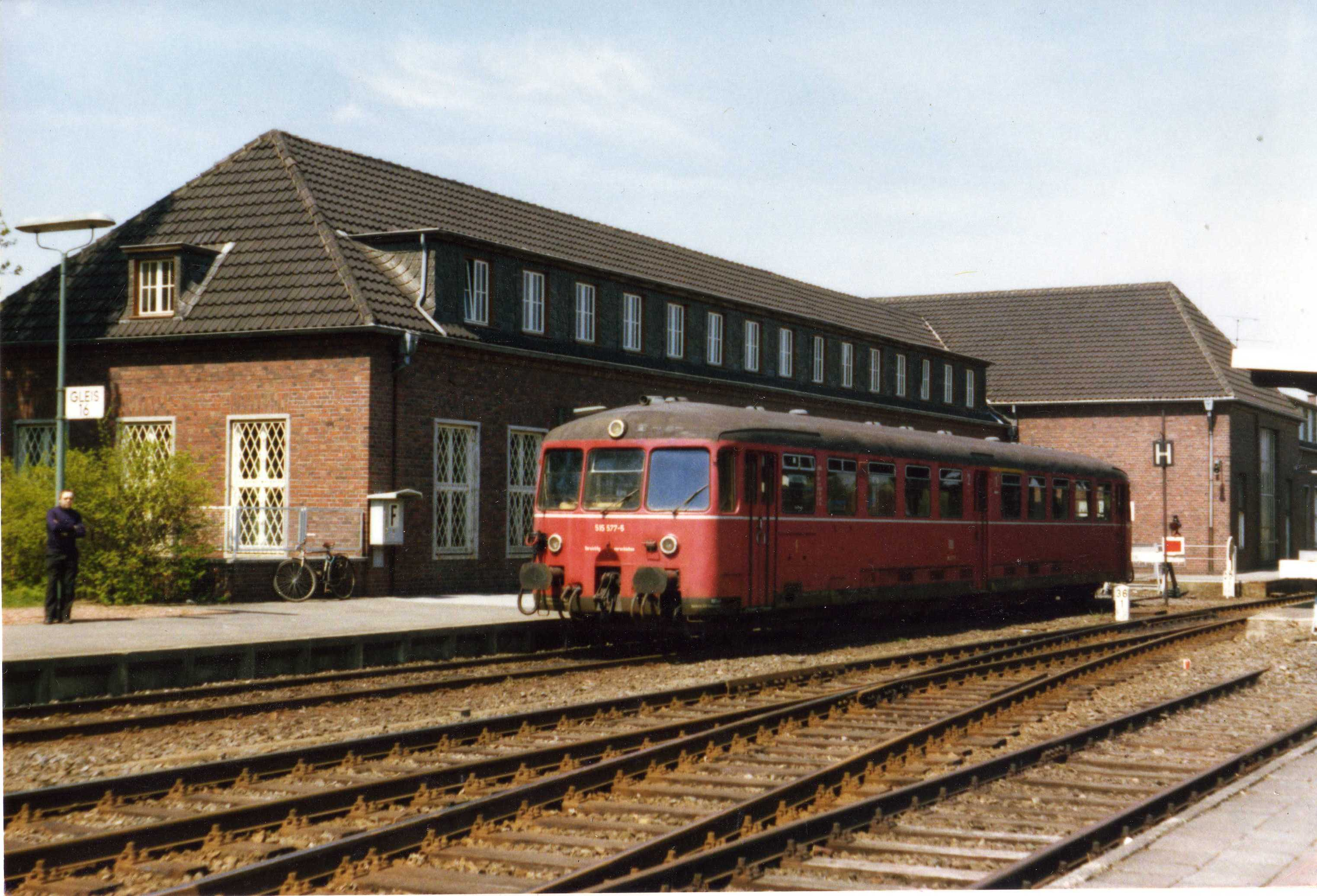
515 577 der Bauart „Sechser-Abteil erster Klasse“ in Jülich (1979)

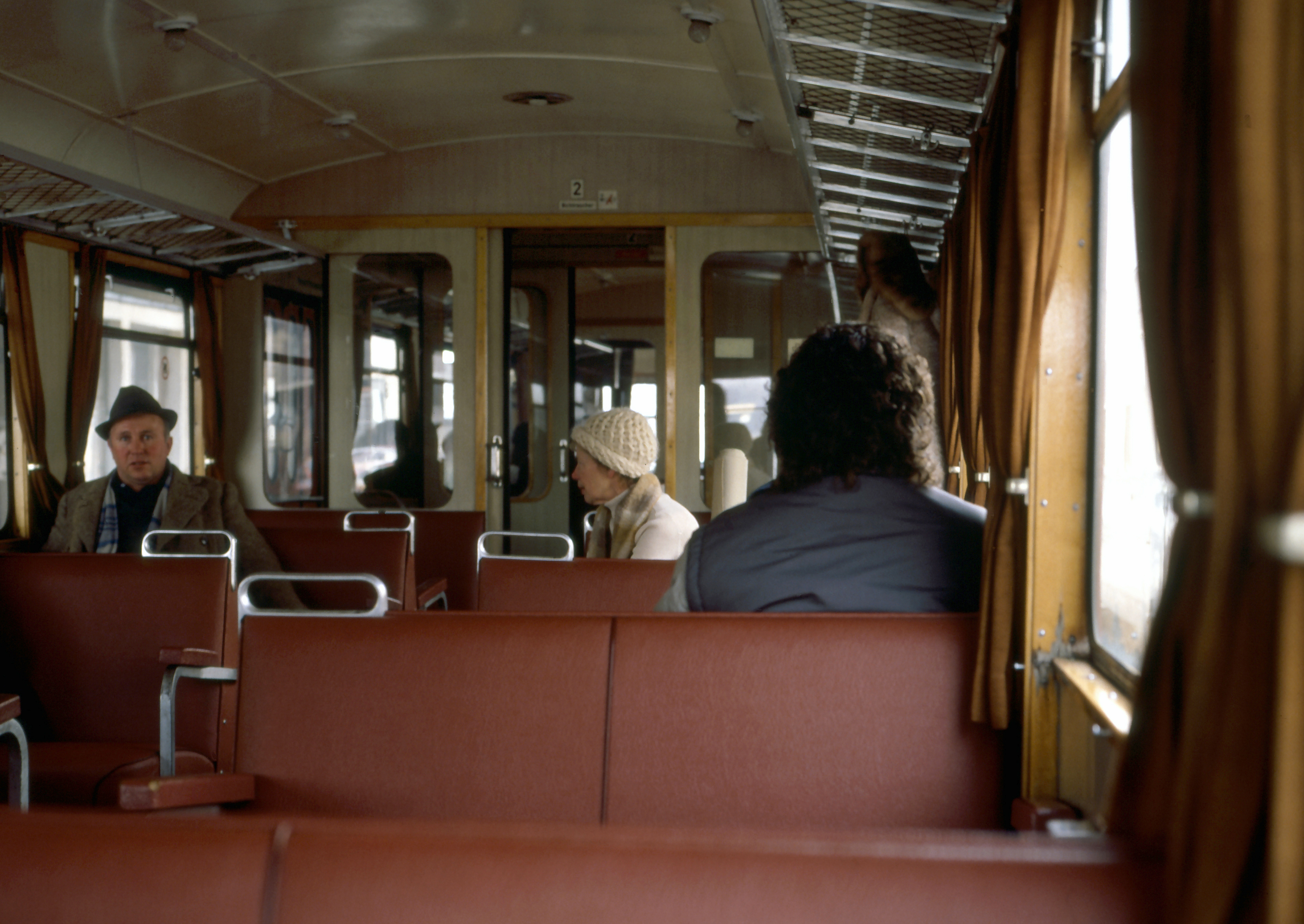
Inneneinrichtung

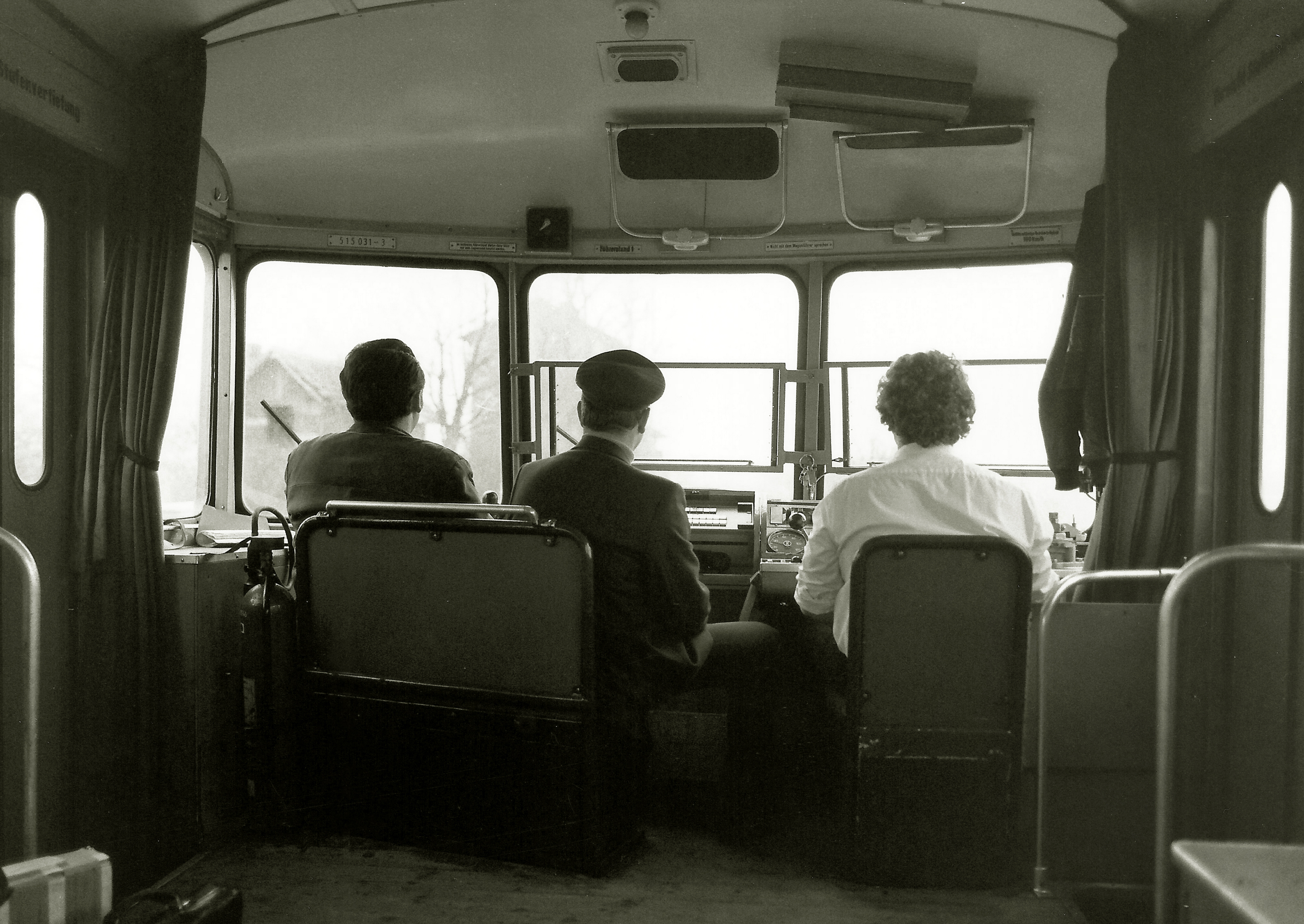
Führerstand

Die größten Unterschiede liegen in der Aufteilung der Innenräume, die, von einer Variante abgesehen, stets als Großraum ausgeführt sind:
- „Nullserie“: ETA 150 001–033 mit 92 Sitzplätzen ausschließlich der zweiten (bis 1956: dritten) Klasse in der Anordnung 2+3
- Typ „Hamburg“: ETA 150 101–112 und 120–138 mit 66 Sitzplätzen zweiter Klasse sowie acht Sitzplätzen erster Klasse zum Gepäckraumende hin. Anordnung jeweils 2+2
- Typ „Bremen“: ETA 150 113–119, 501–508, 581–603 und 639–651 mit 46 Sitzplätzen zweite Klasse (2+2) in der einen Wagenhälfte und 19 Sitzplätzen erster Klasse (2+1) in der anderen.
- Typ „Sechser-Abteil erster Klasse“: ETA 150 509–580, 604–638 und 652–661 mit 28 und 22 Sitzplätzen zweiter Klasse (2+2). An die Mittelplattform in Richtung Führerraum 2 schließt sich ein Abteil erster Klasse (drei Plätze nebeneinander) mit Seitengang an.

Die Sitze der zweiten Klasse hatten rote Kunstlederbezüge, die der ersten Klasse graublaue Stoffbezüge.
Die Kapazität der Batterien steigerte sich im Laufe der Bauzeit.
- ETA 150 001–018: 352 kWh
- ETA 150 019–033: 390 kWh
- ETA 150 101–138: 390 kWh
- ETA 150 501–627: 520 kWh
- ETA 150 628–651: 564 kWh (letzte Lieferung)
- ETA 150 652–661: 548 kWh

Bei dem etwa alle vier Jahre fälligen Batteriewechsel wurde die jeweils neueste Batterieform eingebaut. Ab 1965 wurden Batterien mit 603 kWh verwendet.

## Steuerwagen
Die Steuerwagen verfügten nur an einem Ende über einen Führerstand.
Bei den nur die zweite (bis 1956: dritte) Klasse führenden Steuerwagen gab es lediglich zwei Versionen der Innenausstattung. Zum einen die ESA 150 001–020 mit einer Bestuhlung 2+3 und damit 92 Sitzplätzen, zum anderen ESA 150 021–216 mit einer Kapazität von 74 Sitzplätzen und der komfortableren 2+2-Bestuhlung.

## Farbvarianten
Die Triebwagengarnituren wurden in purpurroter Farbe (RAL 3004) ausgeliefert. Unter den Fenstern gab es eine cremefarbige Zierlinie. Die Dächer waren anfangs silberfarben, sie wurden später grau lackiert. Ab 1975 wurde ein Teil der Fahrzeuge in Ozeanblau/Beige umlackiert. Bei mindestens sieben Triebwagen und zwei Steuerwagen war der ozeanblaue Teil umlaufend. Danach wurde er im Bereich der Frontseite bis unter die Leuchten herabgezogen, so dass die Frontseiten fast vollständig beige waren. Außerdem war zwischen dem ozeanblauen Teil und der anthrazitfarbenen Schürze eine beige Zierlinie. Vier Fahrzeuge wurden 1993/94 gemäß dem damals aktuellen DB-Produktfarben des Nahverkehrs Minttürkis/Pastelltürkis/Lichtgrau lackiert und fuhren so auf der damaligen Nokia-Bahn (heute Glückauf-Bahn) von Bochum Hauptbahnhof nach Gelsenkirchen Hauptbahnhof. Diese Triebwagen trugen Werbung für „Nokia“, diese Gesellschaft hatte den Anstrich finanziert.

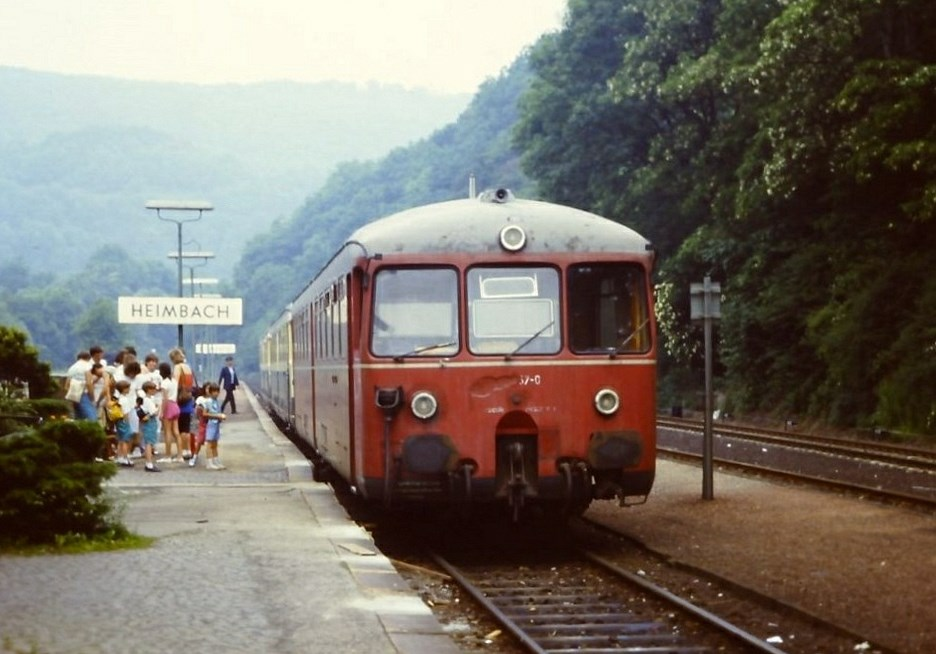
515 in roter Lackierung in Heimbach (Eifel)
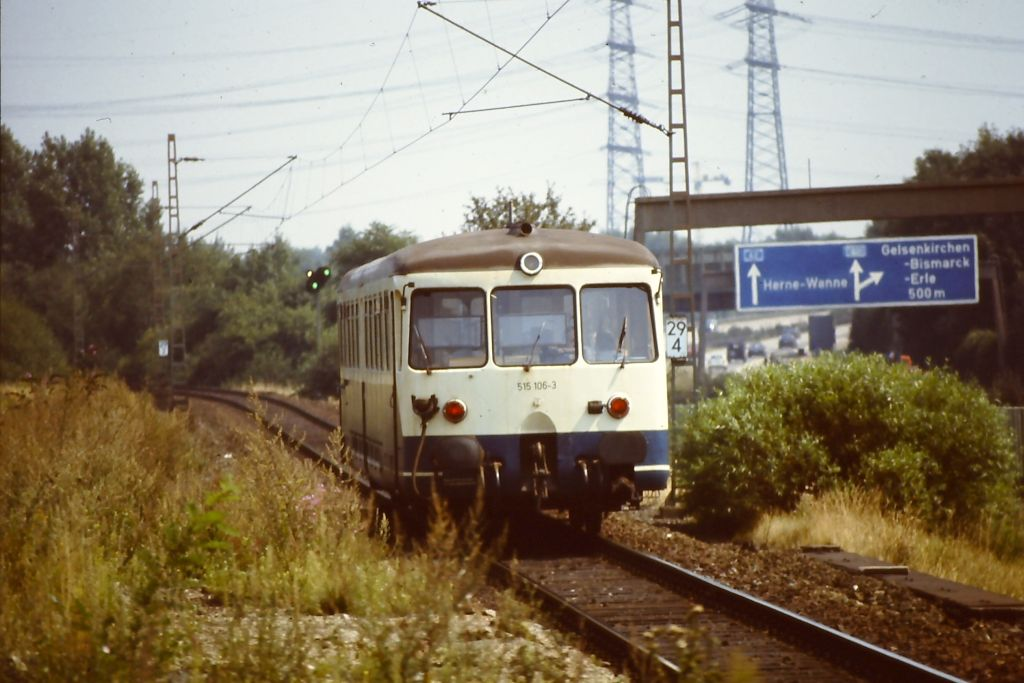
515 in ozeanblau/beiger Lackierung in Gelsenkirchen-Zoo
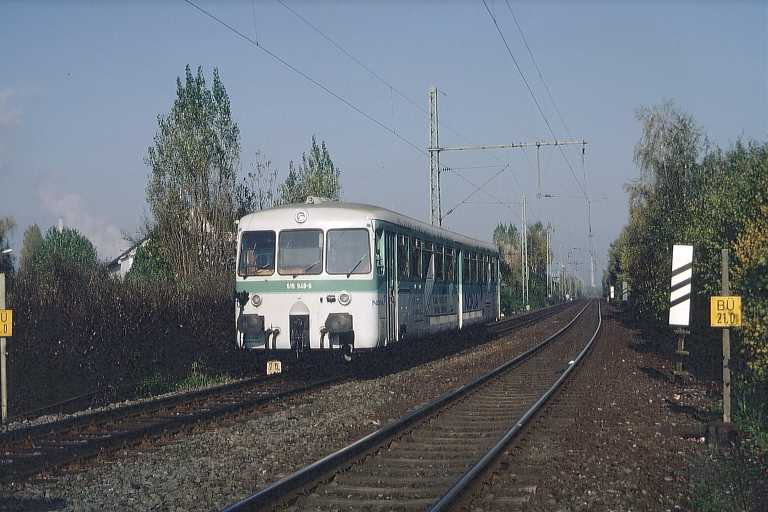
515 in Minttürkis/Pastelltürkis/Lichtgrau in Bochum

## Verbleib
Der Triebwagen 515 505 wurde 1990 zum antriebslosen Stromschienen-Enteisungswagen 732 001 für die S-Bahn Hamburg umgebaut. Bei Bedarf wurde er von zwei Rangierlokomotiven der Baureihe Köf III bewegt.
Zwei Triebwagen wurden an die Privatbahn Regentalbahn verkauft, die die Fahrzeuge auf dieselelektrischen Antrieb umstellte und als Baureihe VT 515-U bezeichnete.
Nur wenige Fahrzeuge konnten museal erhalten werden, da der Unterhalt nach Wegfall der Wartungsmöglichkeiten der Batterien im Ausbesserungswerk Limburg äußerst schwierig ist und die Fahrzeuge auf Ladestationen angewiesen sind. Der 515 556 wurde aufgearbeitet und wieder in rot lackiert. Er war betriebsfähig, aber mangels Ersatzakkus nicht mehr einsatzfähig. Der Steuerwagen ist unrestauriert in blau/beiger Farbgebung vorhanden.
Erhalten sind:
- 515 556-9 im Eisenbahnmuseum Bochum-Dahlhausen
- 515 011-5 im Bayerischen Eisenbahnmuseum in Nördlingen: Aufgearbeitet, aber nicht betriebsfähig, da keine Akkus vorhanden.
- 815 672-1 im Bahnhof von Linz am Rhein bei der Kasbachtalbahn (nicht mehr fahrtüchtig, da der Fahr- und Bremshebel fehlt).

## Filme
- Der Akku-Blitz – Vom Ende einer Eisenbahnlegende, WDR / 3sat, 1998; Unsere gesammelten Werke, 45 Min., ISBN 978-3-89861-788-8.
- Video: Mit dem Nokia-Express von Bochum nach Wanne-Eickel (1994)